# Aubette (Straatsburg)

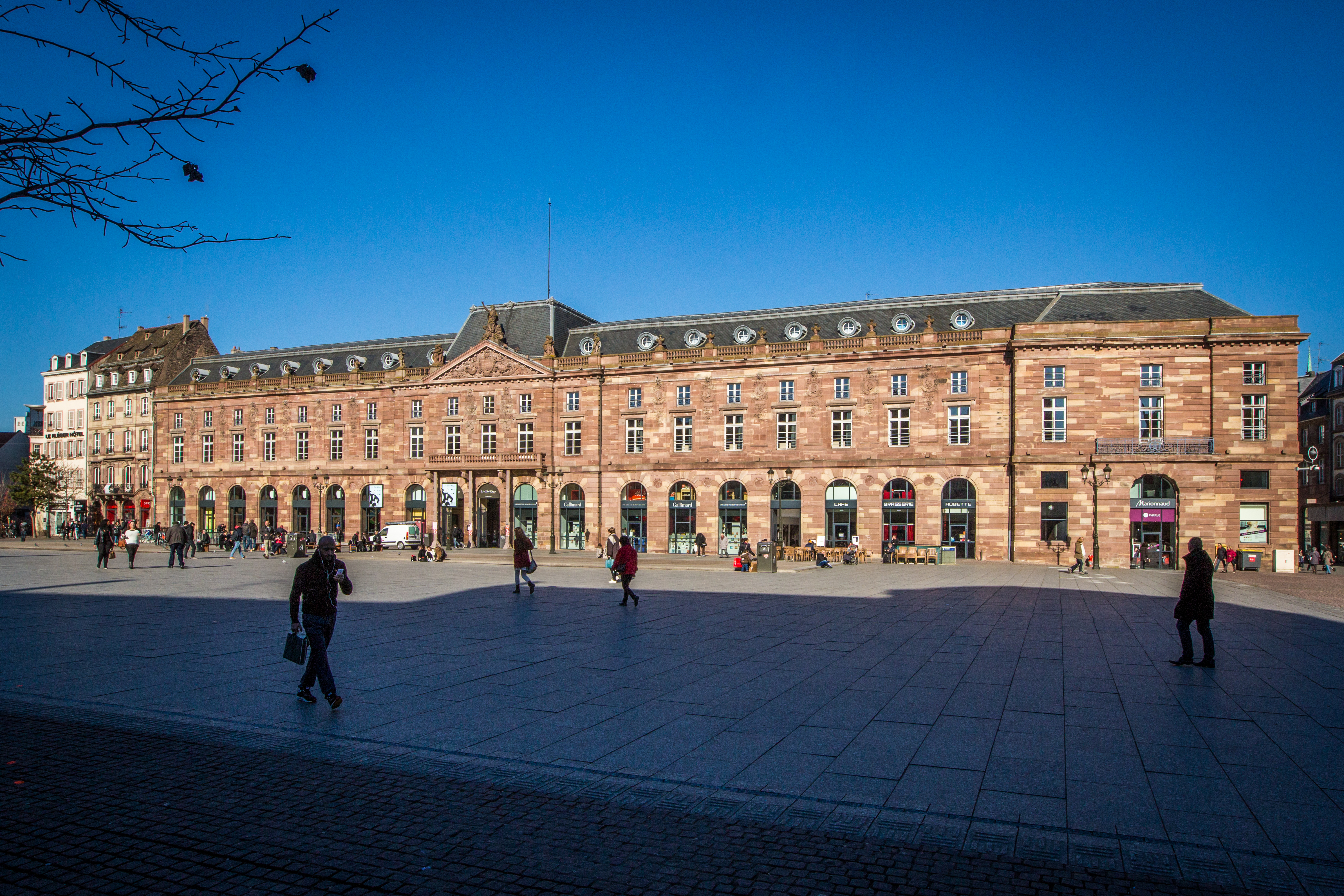
De Aubette in 2014

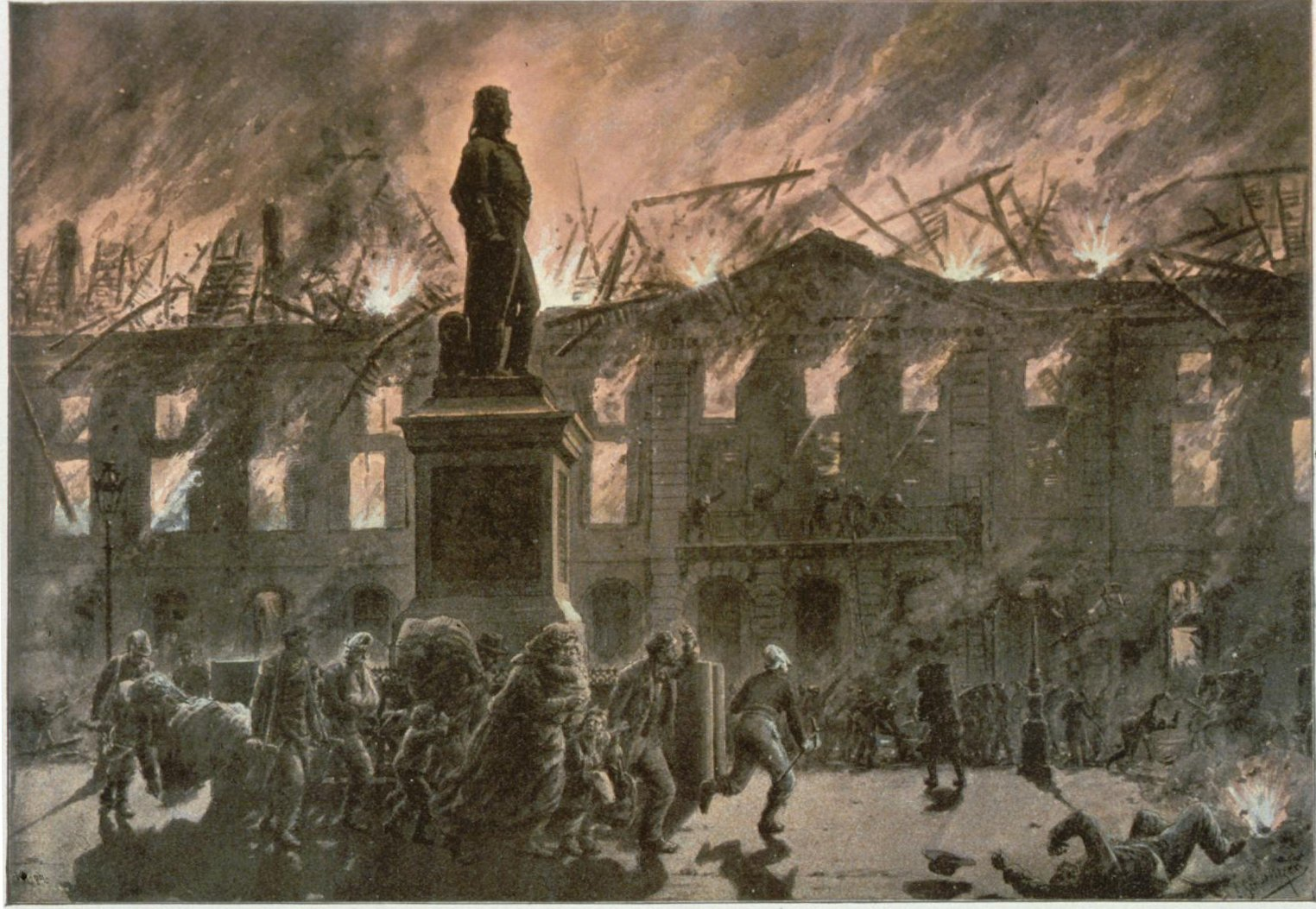
De brand van 24 augustus 1870, schilderij van Émile Schweitzer.

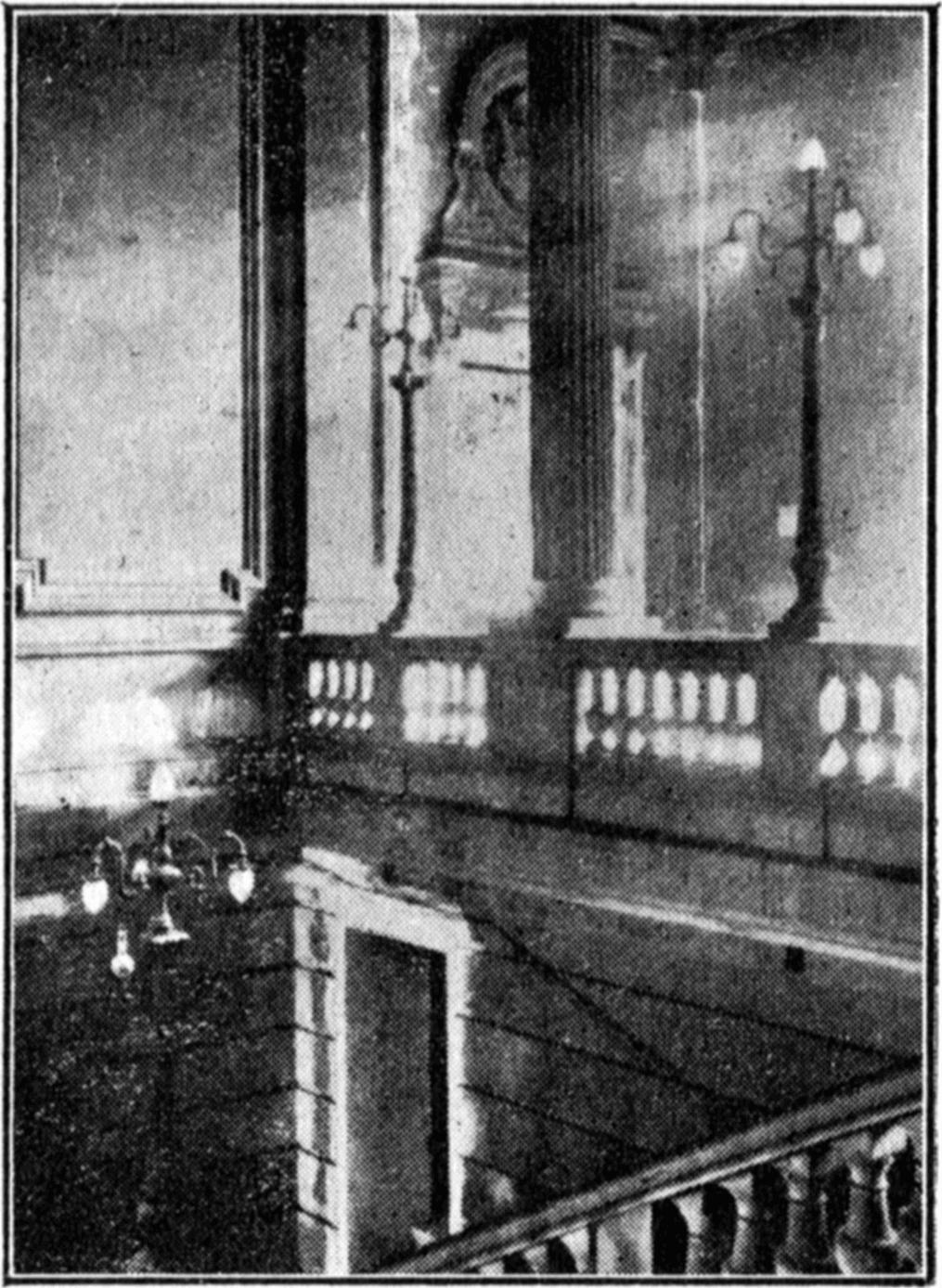
Escalier voor verbouwing.

De Aubette is een lang neoclassicistisch gebouw aan de noordzijde van de place Kléber in de Franse stad Straatsburg, dat bekend werd door de modernistische interieurs, ontworpen in de jaren twintig van de 20e eeuw door Theo van Doesburg, Hans Arp en Sophie Taeuber-Arp.

## Geschiedenis

### Tot aan 1900
Het gebouw stamt oorspronkelijk uit de 13e eeuw en is tussen 1765 en 1778 ingrijpend verbouwd door architect Jacques François Blondel om daarna dienst te doen als militair gebouw. In de 19e eeuw moesten de militairen het gebouw delen met een café, dat later overdekt werd. Het in 1803 opgerichte schilderijenmuseum van de stad Straatsburg werd in 1869 in de Aubette ondergebracht. Toen de stad op 24 augustus 1870, aan het begin van het beleg van Straatsburg, onder vuur werd genomen, brandde het gebouw echter geheel uit, waarbij ook de stedelijke schilderijenverzameling in vlammen op ging. Alleen de buitenmuren bleven bewaard. Van 1873 tot 1885 werd de Aubette onder leiding van stadsarchitect Conrath herbouwd, waarbij het huidige mansardedak werd aangebracht. Omdat ervan werd uitgegaan dat in het gebouw een concertzaal zou komen, werd de gevel in die periode versierd met componistenbeelden, van onder anderen Händel, Gluck, Mozart, Mendelssohn en Meyerbeer. Op de begane grond kwamen winkels.

### 20e eeuw
Na de Eerste Wereldoorlog kwam de hele rechtervleugel van de Aubette leeg te staan, waardoor de gemeente in 1922 besloot het gebouw te verhuren aan de uit Mulhouse afkomstige broers André en Paul Horn. De Horns hadden een succesvol architectenbureau in Straatsburg gevestigd en bezaten toen al verschillende horecagelegenheden in die stad. De twee zagen de mogelijkheid om in de Aubette een groots opgezet amusementspaleis te ontwikkelen. Paul Horn zou de bouwkundige kant voor zijn rekening nemen en André de financiële kant. Een derde persoon, Ernest Heitz, was als uitbater van het Café de la Paix in Straatsburg voorbestemd de dagelijkse leiding over de Aubette te voeren.
Door talloze regels en bureaucratie van de gemeente verliep het project zeer moeizaam. In 1926 stond de rechtervleugel nog steeds leeg. Toen in dat jaar het echtpaar Hans en Sophie Arp zich in Straatsburg vestigde, maakte André Horn van de gelegenheid gebruik hun te vragen de interieurs van de Aubette te ontwerpen. Hij was als kunstverzamelaar goed op de hoogte van de moderne kunst en wilde, naar voorbeeld van de grote Berlijnse uitgaansgelegenheden uit die dagen, van de Aubette een modern en vernieuwend project maken.
Vanwege de omvang van het project hebben de Arps vrijwel direct voorgesteld de Nederlandse kunstenaar Theo van Doesburg erbij te betrekken. Omdat Van Doesburg al de nodige ervaring in het ontwerpen van interieurs had en over internationale contacten beschikte, werd hem de leiding gegeven van het project.
Op grond van een ontwerp voor de bewegwijzering van de Aubette is het aandeel van elk van de drie kunstenaars in een schema weergegeven:
| Verdieping         | Ruimte                  | Nummer | Data                            | Ontwerper(s)                                         |
| ------------------ | ----------------------- | ------ | ------------------------------- | ---------------------------------------------------- |
| Begane grond:      | Passage                 | 1      |                                 |                                                      |
|                    | Café-brasserie          | 2      | 1926-28 (verdwenen)             | Theo van Doesburg                                    |
|                    | Restaurant              | 3      | 1926-28 (verdwenen)             | Theo van Doesburg                                    |
|                    | Salon de thé            | 4      | 1926-28 (verdwenen)             | Sophie Taeuber-Arp                                   |
|                    | Aubette-bar             | 5      | 1926-28 (verdwenen)             | Sophie Taeuber-Arp                                   |
| Kelder:            | Telefoons               | 6      |                                 |                                                      |
|                    | Toiletten               | 7      |                                 |                                                      |
|                    | Garderobe               | 8      |                                 |                                                      |
|                    | American bar            | 9      |                                 |                                                      |
|                    | Caveau-dancing          | 10     | 1926-28 (verdwenen)             | Hans Arp                                             |
| Tussenverdieping:  | Toiletten               | 11     |                                 |                                                      |
|                    | Garderobe               | 12     |                                 |                                                      |
|                    | Biljartzaal             | 13     | 1926-28 (verdwenen)             | Sophie Taeuber-Arp                                   |
| Eerste verdieping: | Ciné-bal (Ciné-dancing) | 14     | 1926-28 (gerestaureerd 1989-94) | Theo van Doesburg                                    |
|                    | Foyer-bar               | 15     | 1926-28 (gerestaureerd 2004-06) | Sophie Taeuber-Arp                                   |
|                    | Grote feestzaal         | 16     | 1926-28 (gerestaureerd 2004-06) | Theo van Doesburg                                    |
|                    | Escalier                |        | 1926-28 (gerestaureerd 2004-06) | Theo van Doesburg, Hans Arp en/of Sophie Taeuber-Arp |

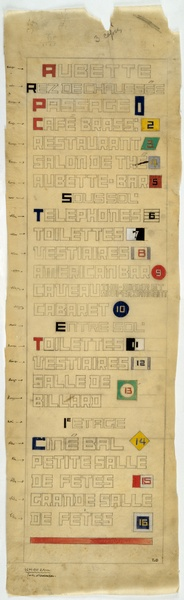
Ontwerp voor wegwijzer. 1927.

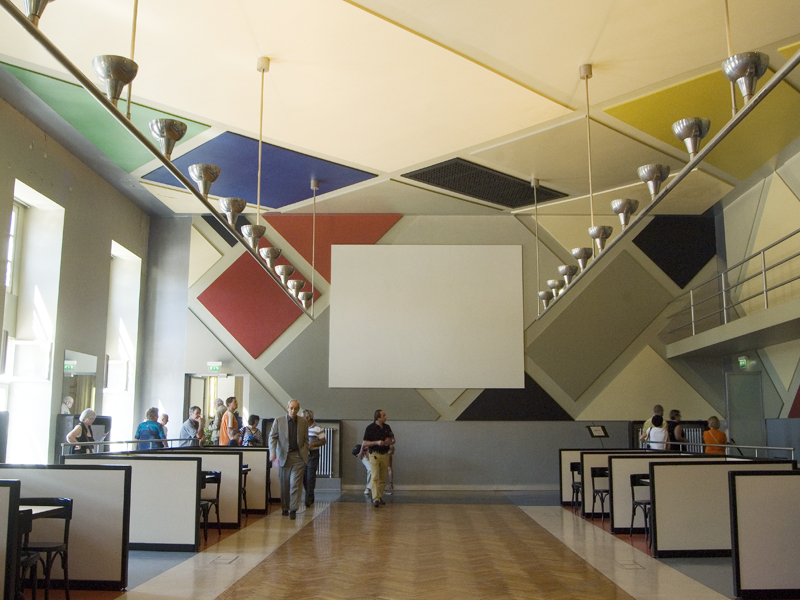
Ciné-dancing op de eerste verdieping.

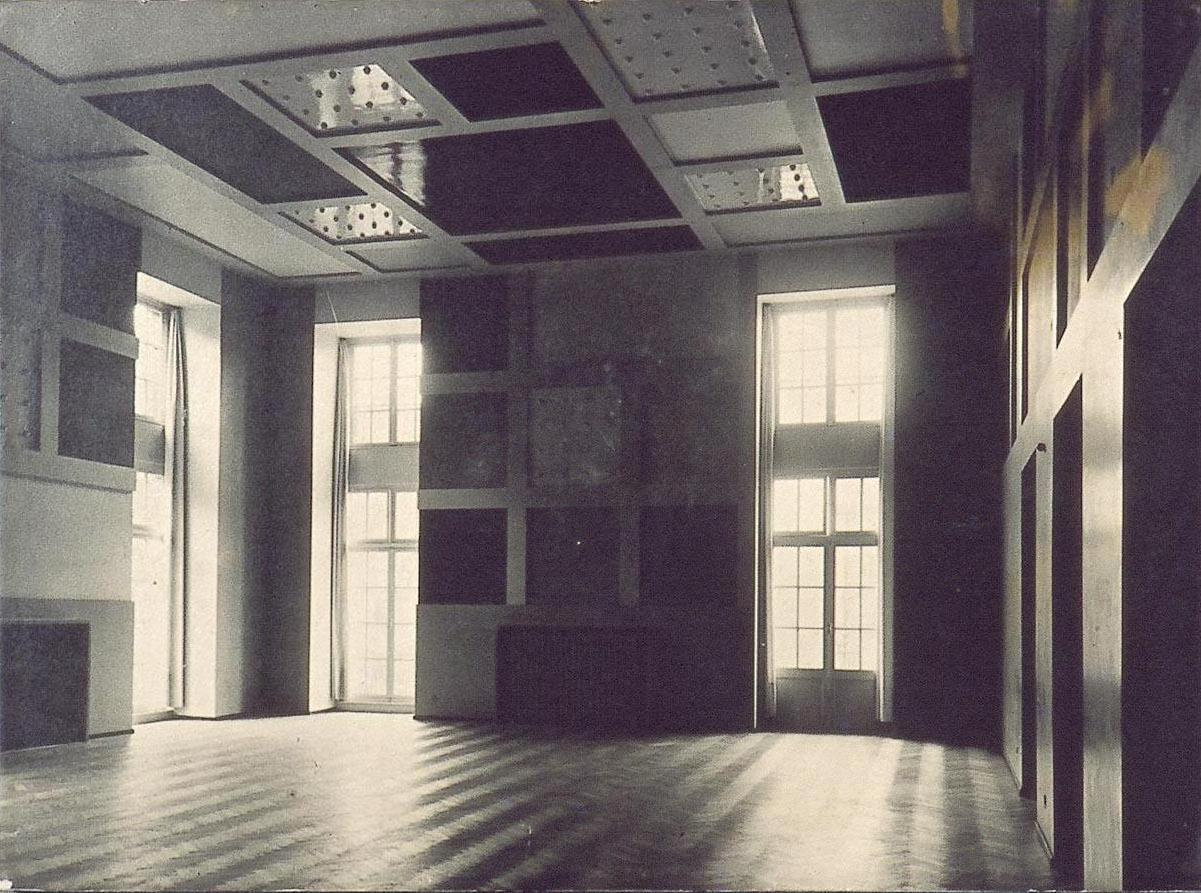
Grote Feestzaal op de eerste verdieping.

Omdat elke kunstenaar vrij was te ontwerpen wat hij of zij wilde, had bijna elke ruimte zijn eigen karakter, met als verbindend element de abstracte stijl waarin ze waren uitgevoerd. Hans Arp paste in zijn Caveau-dancing de hem kenmerkende vrije 'premorfische' stijl toe, bestaande uit grote gele, zwarte en grijsblauwe biomorfische kleurvlakken. Sophie Taeuber-Arps ontwerpen zijn - net als die van Van Doesburg - geometrisch en orthogonaal, met als belangrijkste verschil dat haar patronen veel subtieler en speelser zijn dan de rigide kleurvlakken van Van Doesburg. Hierdoor hadden de door haar ontworpen interieurs, de Salon de thé en Aibette-bar, een veel intiemer en volgens sommigen 'vrouwelijk' karakter.

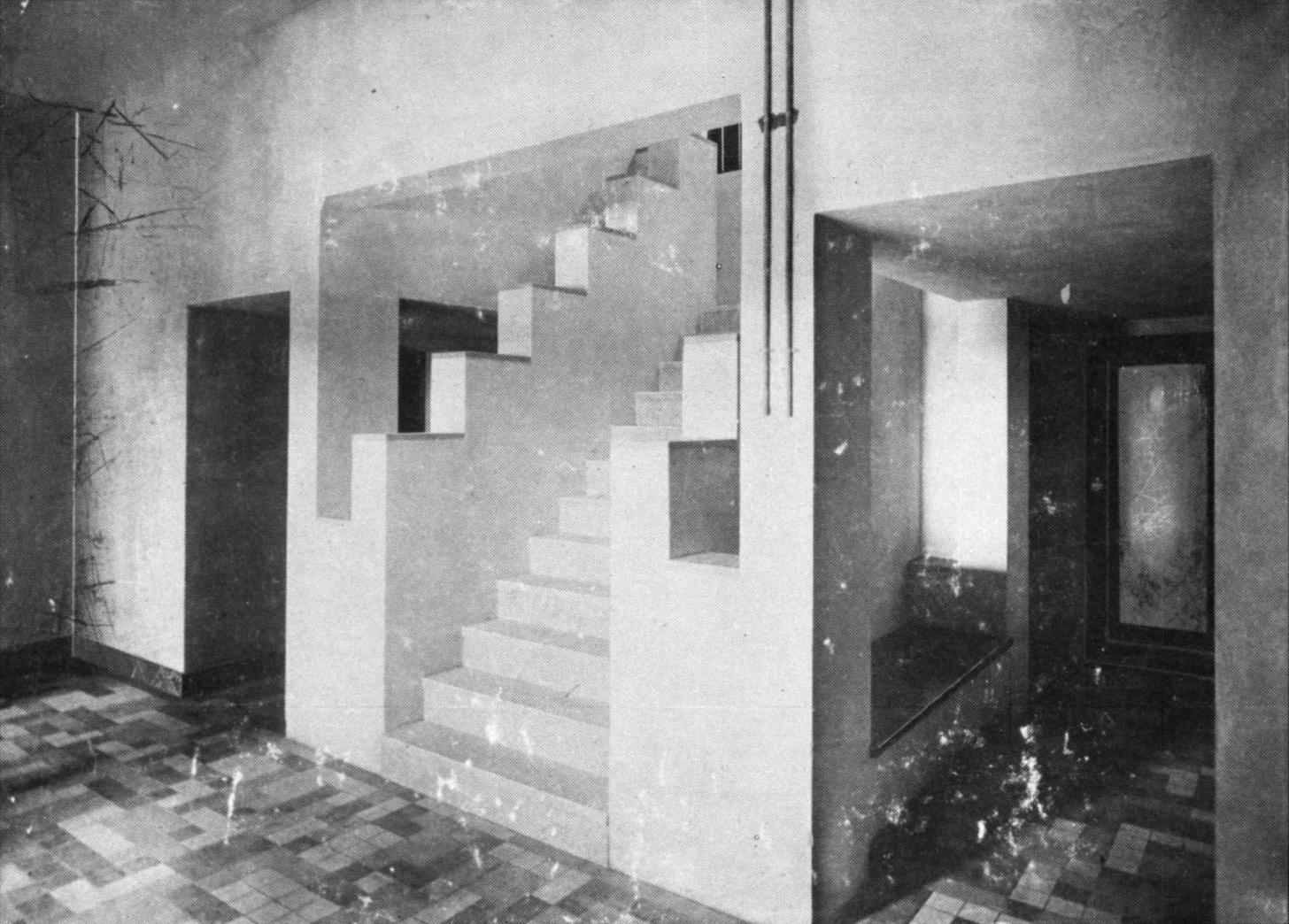
J.J.P. Oud en Theo van Doesburg. Trap in Vakantiehuis De Vonk. 1917-1918.

Van Doesburg paste zelfs twee verschillende stijlen toe: het neoplasticisme in de Grote Feestzaal en het elementarisme in de Ciné-dacing. In de Grote feestzaal paste hij verschillende tinten rood, geel en blauw toe, terwijl hij in de Ciné-dancing naast primaire kleuren ook secundaire kleuren toepaste, om zo een 'dissonant' (contrasterend) effect te bereiken. In het Restaurant en Café-brasserie op de begane grond gebruikte hij minder dominante kleuren, omdat deze ruimten een lager plafond hadden en drukker waren. Naast interieurs ontwierp Van Doesburg ook stoelen, tafels, elektrische zekeringenpanelen, asbakken en de uitgebreide lichtreclame aan het exterieur.
Wie de Escalier ontworpen heeft is niet zeker. Hij wordt vaak vergeleken met de trap in de in 1917 door J.J.P. Oud ontworpen hal van vakantiehuis De Vonk in Noordwijkerhout, terwijl het raam toegeschreven wordt aan Hans Arp, en de muurschilderingen aan Sophie Taeuber-Arp.
De interieurs werden in januari 1928 voltooid en de opening op 16 februari werd met een galadiner gevierd. De lokale pers was zeer positief over de ontwerpen. 'We kunnen tot in het oneindige opbieden over zo'n bekoorlijk onderwerp. Maar, zoals een moderne dichter heeft gezegd: "een goede tuinman parfumeert zijn rozen niet",' schreef een journalist van Dernières nouvelles de Strasbourg.
Die mening werd echter niet gedeeld door het Straatsburgse publiek en dus liet de uitbater van het complex, Ernest Heitz, de interieurs al snel ontsieren door het aanbrengen van schrootjes, kunstbloemen en kleurverlichting. Ter gelegenheid van het 10-jarig bestaan van de Aubette in 1938, vond men het tijd de interieurs geheel te vernieuwen.

### Reconstructie
In de jaren 80 kwamen de modernistische interieurs van de Aubette opnieuw in de belangstelling. De Ciné-dancing vormde het uitgangspunt van de in 1988 door Albrecht Jourdan Müller i.s.m. het bureau Berghof Landes Rang ontworpen directiekamers van de postmodernistische Landeszentralbank Hessen in Frankfurt. In 1989 begon ook de reconstructie van de Ciné-dancing. Deze werd op 13 april 1994 geopend.
Het Nieuwe Instituut in Rotterdam verwierf in 2021 een maquette van Van Doesburgs ontwerp voor de Aubette. Die was oorspronkelijk uitvouwbaar, maar is door lijmgebruik tweedimensionaal geworden. Uit de toevoeging van het woord Architect aan de ondertekening wordt de conclusie getrokken dat Van Doesburg zichzelf voortaan als zodanig beschouwde.